# 通州天生港大达轮步公司旧址
通州天生港大达轮步公司旧址，位于江苏省南通市港闸区，是中华人民共和国江苏省文物保护单位之一。
1995年4月19日，授予江苏省文物保护单位，是一座近现代历史遗迹及革命纪念建筑物。